# Джеймс Ейвъри
Джеймс ЛаРу Ейвъри (на английски: James LaRue Avery) (27 ноември 1945 г. – 31 декември 2013 г.) е американски актьор. Популярен е с ролята си на Филип Банкс в сериала „Принцът от Бел Еър“ и като гласа на Шрьодер в анимационния сериал „Костенурките нинджа“.

## Личен живот
Жени се през 1988 г. Има доведен син от съпругата си Барбара, с която са заедно до смъртта на Джеймс.

## Смърт
Ейвъри умира на 31 декември 2013 г. на 68 години от усложнения след операция на сърцето.